# Chidambaram

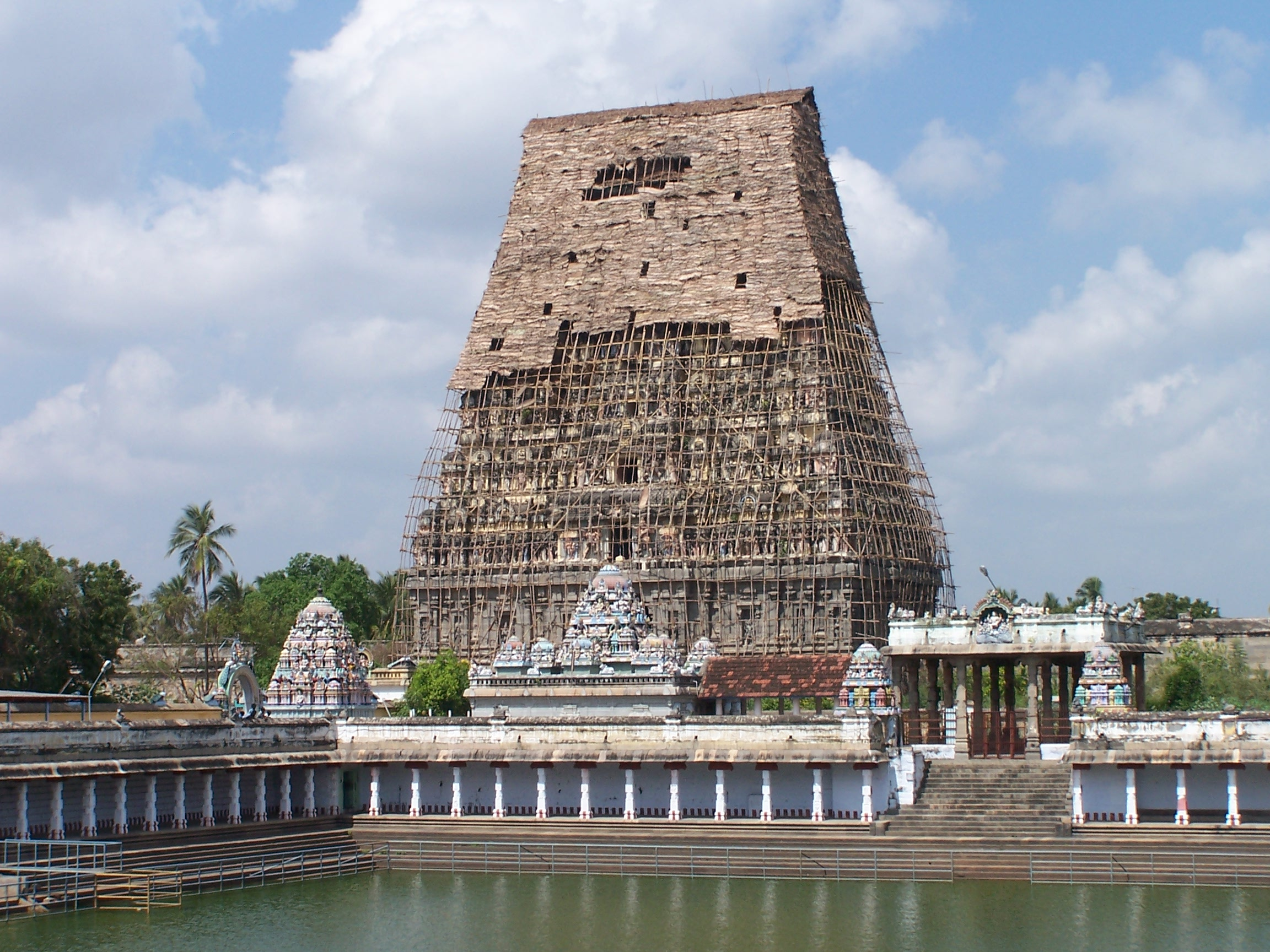
Tempel i Chidambaram.

Chidambaram [tjida'mbaram] (Chilambaram, Chelumbrum eller Thillai) är en stad i den indiska delstaten Tamil Nadu, och tillhör distriktet Cuddalore. Folkmängden uppgick till 62 153 invånare vid folkräkningen 2011. Chidambaram ligger mellan floden Vellar och en arm av Coleroon, nordlig arm i Kaveris delta. 
Staden har siden- och bomullsindustri. Den religiösa mässan lockar årligen många hinduiska pilgrimer, och stadens tempel är bland de ryktbaraste i södra Indien, framför allt det åt Shiva och Parvati helgade Sabhanaiken Kovil eller Kanak Sabha, "guldhelgedomen", som skall ha byggts av en kung i Kashmir på 400-talet.